# Chalara dualis
Chalara dualis är en svampart som beskrevs av Aramb. & Gamundí 1981. Chalara dualis ingår i släktet Chalara, divisionen sporsäcksvampar och riket svampar.   Inga underarter finns listade i Catalogue of Life.